# 李在城
李在城（韓語：이재성，1992年8月10日—），出生于韩国蔚山，韩国足球运动员，司职中场，目前效力于德甲俱樂部緬恩斯。韩国国家足球队成员，在2015年3月31日韩国对阵新西兰以及6月16日世预赛对阵缅甸时有进球入账。

## 球會生涯
李在城于2014年加盟全北现代，于2014年2月26日亚冠联赛全北现代对阵横滨水手的比赛中完成首秀。
李在城于2018年夏天加盟德乙球會霍爾斯坦基爾。李在城第二次上陣已取得入球。
2021年夏天，李在城以自由身加盟德甲俱乐部美因茨，合约为期3年。

## 国家队生涯
2015年春天，李在城首次獲选入成年队，並在其后參与了2018年世界盃外围赛。
2018年夏天，李在城獲选入2018年世界盃最終23人名單，会內赛中他沒有取得任何入球，南韓最終以小组第三结束该屆世界盃之旅。
2019年亞洲盃23人大名單，李在城入選。最後，南韓隊於八強出局。
2022年11月，李在城獲选入2022年世界盃最終26人名單。

## 榮譽
全北現代汽車
- K1聯賽冠軍 : 2014, 2015, 2017
- 亞冠盃冠軍 : 2016

韓國U23
- 亞運冠軍 : 2014